# 무치
무치(無癡,
산스크리트어: amoha,
팔리어: amoha,
영어: wisdom,
non-delusion,
non-bewilderment,
lack of naivety,
lack of stupidity)는 어리석음이 없음 또는 어리석지 않음으로, 선근(善根) 중의 하나이며, 유식유가행파와 법상종의 5위 100법에서 심소법(心所法: 51가지) 중 선심소(善心所: 11가지) 가운데 하나이다. 설일체유부의 5위 75법에서는 심소법(心所法: 46가지) 중 대지법(大地法: 10가지) 가운데 하나인 혜(慧)에 속한 것으로 보아 별도의 법으로 설정하지 않는다. 무치(無癡)는 모든 법의 사리(事理)를 밝게 아는[明解] 마음작용으로, 우치(愚癡)의 마음작용을 대치(對治)하여 마음(6식 또는 8식, 즉 심왕, 즉 심법)으로 하여금 선법(善法)을 행하게 하는 작용을 한다.
《현양성교론》·《대승오온론》·《대승광오온론》에 따르면, 무치(無癡: 어리석음이 없음, 어리석지 않음)는 정지(正知) 또는 정료(正了) 즉 바른 앎과 동의어이다. 그리고 무치 · 정지 · 정료의 본질은 4성제와 12연기의 진리에 계합하는 8정도나 6바라밀 등의 여실정행(如實正行) 또는 정행(正行)이다. 즉, 무치 · 정지 · 정료는 여실정행 또는 정행과 동의어이다.
달리 말하면, 불교에서의 앎은 경험에 의한 앎 또는 수행을 통해 증득된 앎이며, 보시와 계율 등의 실천[行]과 분리되지 않는다. 멘탈적인(지적인) 앎은 실천[行]의 단지 한 부분이며 기초일 뿐이다. 멘탈적인 앎을 전통적인 용어로 문혜(聞慧)와 사혜(思慧)라고 하며, 이 둘은 모두 유루지이다. 즉 성인의 지혜 또는 앎이 아니다. 하지만, 성인의 지혜 또는 앎  즉 무루혜를 성취하기 위한 출발점이 된다.

## 같이 보기
- 치(癡)

## 참고 문헌
- 권오민 (2003). 《아비달마불교》. 민족사.
- 무착 지음, 현장 한역 (K.571, T.1602). 《현양성교론》. 한글대장경 검색시스템 - 전자불전연구소 / 동국역경원. K.571(16-1), T.1602(31-480). |title=에 외부 링크가 있음 (도움말)
- 세친 지음, 현장 한역, 송성수 번역 (K.618, T.1612). 《대승오온론》. 한글대장경 검색시스템 - 전자불전연구소 / 동국역경원. K.618(17-637), T.1612(31-848). |title=에 외부 링크가 있음 (도움말)
- 세친 지음, 현장 한역, 권오민 번역 (K.955, T.1558). 《아비달마구사론》. 한글대장경 검색시스템 - 전자불전연구소 / 동국역경원. K.955(27-453), T.1558(29-1). |title=에 외부 링크가 있음 (도움말)
- 안혜 지음, 지바하라 한역, 조환기 번역 (K.619, T.1613). 《대승광오온론》. 한글대장경 검색시스템 - 전자불전연구소 / 동국역경원. K.619(17-641), T.1613(31-850). |title=에 외부 링크가 있음 (도움말)
- 운허.  동국역경원 편집, 편집. 《불교 사전》. |title=에 외부 링크가 있음 (도움말)
- 호법 등 지음, 현장 한역, 김묘주 번역 (K.614, T.1585). 《성유식론》. 한글대장경 검색시스템 - 전자불전연구소 / 동국역경원. K.614(17-510), T.1585(31-1). |title=에 외부 링크가 있음 (도움말)
- (중국어) 무착 조, 현장 한역 (T.1605). 《대승아비달마집론(大乘阿毘達磨集論)》. 대정신수대장경. T31, No. 1605, CBETA. |title=에 외부 링크가 있음 (도움말)
- (중국어) 무착 조, 현장 한역 (T.1602). 《현양성교론(顯揚聖教論)》. 대정신수대장경. T31, No. 1602, CBETA. |title=에 외부 링크가 있음 (도움말)
- (중국어) 星雲. 《佛光大辭典(불광대사전)》 3판. |title=에 외부 링크가 있음 (도움말)
- (중국어) 세친 조, 현장 한역 (T.1612). 《대승오온론(大乘五蘊論)》. 대정신수대장경. T31, No. 1612, CBETA. |title=에 외부 링크가 있음 (도움말)
- (중국어) 세친 조, 현장 한역 (T.1558). 《아비달마구사론(阿毘達磨俱舍論)》. 대정신수대장경. T29, No. 1558, CBETA. |title=에 외부 링크가 있음 (도움말)
- (중국어) 안혜 조, 지바하라 한역 (T.1613). 《대승광오온론(大乘廣五蘊論)》. 대정신수대장경. T31, No. 1613, CBETA. |title=에 외부 링크가 있음 (도움말)
- (중국어) 호법 등 지음, 현장 한역 (T.1585). 《성유식론(成唯識論)》. 대정신수대장경. T31, No. 1585, CBETA. |title=에 외부 링크가 있음 (도움말)